# 张大器 (清朝)
张大器（？—？），浙江海宁人，清朝政治人物。

## 生平
1783年接替俞镐任南汇县知县一职，1784年由周云翮接任。